# 小林とし子
小林 とし子（こばやし としこ、1954年3月 - ）は、日本の国文学者。
大阪市生まれ。大阪府立北野高等学校、京都女子大学文学部国文学科卒業後、大阪府立高校の教員になる。1984年結婚により退職、栃木県宇都宮市に住む。1986年宇都宮大学教育学部大学院に入学。のち学習院大学大学院人文科学研究科国文学専攻博士後期課程満期退学。作新学院大学、宇都宮大学非常勤講師。2006年、『さすらい姫考』で第10回女性文化賞受賞。

## 著書
- 『さすらい姫考 日本古典からたどる女の漂泊』笠間書院 2006
- 『女神の末裔 日本古典文学から辿る〈さすらい〉の生』笠間書院 2009
- 『翁と媼の源氏物語』笠間書院 2011
- 『ひめぎみ考　王朝文学から見たレズ・ソーシャル』笠間書院 2015

### 共著
- 『扉を開く女たち ジェンダーからみた短歌史 1945～1953』阿木津英,内野光子共著 砂子屋書房 2001